# Гаррі і Волтер їдуть до Нью-Йорка
Гаррі і Волтер їдуть до Нью-Йорка (англ. Harry and Walter Go to New York) — американський фільм 1976 року.

## Сюжет
Двоє провінційних актора, Гаррі Дайбі та Волтер Гілл, приїжджають в Нью-Йорк спробувати щастя. Влаштувавши виставу з обдурюванням їх викривають і кидають за ґрати. Там вони знайомляться з грабіжником банків Адамом Ворсом. Ворс якраз задумує чергове пограбування століття. Дізнавшись про це, Гаррі і Волтер вирішили випередити його, скориставшись його ж планом.

## У ролях
| Актор            | Роль                      |
| ---------------- | ------------------------- |
| Джеймс Каан      | Гаррі Дайбі               |
| Елліотт Ґулд     | Волтер Гілл               |
| Майкл Кейн       | Адам Ворт                 |
| Дайан Кітон      | Ліза Честнат              |
| Чарльз Дернінг   | Руфус Т. Крісп            |
| Леслі Енн Воррен | Глорія Фонтейн            |
| Вел Ейвері       | Четсворт                  |
| Джек Гілфорд     | Міша                      |
| Денніс Дуган     | Льюїс                     |
| Керол Кейн       | Флоренція                 |
| Кетрін Грод      | Барбара                   |
| Девід Провел     | Бен                       |
| Майкл Конрад     | Біллі Галлахер            |
| Берт Янг         | начальник в'язниці Даргом |
| Берт Ремсен      | вартівник О'Міра          |
| Тед Кессіді      | Лірі                      |
| Майкл Грін       | Ден                       |
| Джеймс де Клосс  | Барні                     |
| Ніккі Блер       | Чарлі Буллард             |
| Джордж Грейф     | Датч Герман               |